# David Claparède
David Claparède (* 6. Februar 1727 in Genf; † 12. Juni 1801 ebenda) war ein Genfer evangelischer Pfarrer und Hochschullehrer.

## Leben
David Claparède entstammte der Grossbürgerfamilie Claparède und war der Sohn des Pfarrers Jacques Claparède und dessen Ehefrau Anne-Madeleine (geb. Guainier).
Er immatrikulierte sich 1746 zu einem Theologiestudium an der Universität Genf, das er 1750 beendete und 1752 an der Universität Leiden fortsetzte. 1758 wurde er Pfarrer in Jussy und war von 1761 bis 1790 Pfarrer in Genf.
Er hielt von 1763 bis 1798 Vorlesungen zur Exegese und Moral an der Universität Genf und war von 1770 bis 1774 auch deren Rektor. Von 1795 bis 1801 amtierte er als Dekan der Compagnie des pasteurs, eines Organs, das das Leben im reformierten Genf kontrollieren sollte.
In seiner Schrift Considérations sur les miracles de l’Evangile («Ausführungen über die Wunder des Evangeliums»), die 1774 ins Deutsche übersetzt wurde, antwortete er Jean-Jacques Rousseau auf dessen Kritik an den biblischen Wundern im dritten Brief der Lettres écrites de la montagne.
David Claparède war seit 1764 mit Anne, Tochter von Jacques Gallatin, Anwalt und Hauptmann in französischen Diensten, verheiratet.

## Schriften (Auswahl)
- mit Henri-Albert Gosse, François de Roches: Tentamen de religione christiana, per praesentem rerum mundanarum constitutionem vindicanda. Typis Henrici-Alberti Gosse, Genf 1750.
- Considerations sur les miracles de l’Evangile, pour servir de reponse aux difficultés de Mr. J. J. Rousseau, dans sa 3e. lettre ecrite de la montagne. Genf 1765; Textarchiv – Internet Archive.
- mit Etienne Blanc, Jean-Pierre Bonnant, Etienne-Salomon Reybaz: Dissertatio theologica de mundi creatione et interitu. Typographia Steph. Blanc & J.P. Bonnant, Genf 1765.
- mit Jacob Bergeon, Fortuné-Barthélemy de Félice: Remarques d’un ministre de l’Evangile sur la troisième des «Lettres écrites de la montagne» par Mr. J. J. Rousseau,. F. B. de Félice, Yverdon 1765.
- mit Pierre Pellet; Jean-Louis De Roches: Dissertatio theologica de authentia librorum Novi Testamenti. Typographia P. Pellet et filii, Genf 1767.
- mit David Badollet: De veteris Palaestinae amplitudine, fertilitate et eiusdem incolarum multitudine. Genf 1769.
- mit Carl Bonnet, Johann Caspar Lavater, James Duchal: Herrn Carl Bonnets philosophische Untersuchung der Beweise für das Christenthum: samt desselben Ideen von der künftigen Glückseligkeit des Menschen; nebst dessen Rede bey der Taufe zweyer Israeliten. Ascetische Gesellschaft, Güstrow 1773.
- Herrn Jacob Duchals, M. A., Vermuthungsgründe für die Wahrheit und das göttliche Ansehem der Christlichen Religion. Aus dem Englischen übersetzt. Nebst Betrachtungen über die Wunderwerke des Evangelium aus dem Französischen des Herrn Claparede. Auf Kosten der Ascetischen Gesellschaft, Güstrow 1773.
- Betrachtungen über die Wunderwerke des Evangeliums: Zur Beantwortung der Schwierigkeiten, die J. J. Rosseau dawider erreget hat. / Aus dem Französischen des Herrn Claparede. Frankfurt am Main 1774.
- mit Jean-Léonard Pellet, Jacques-François-Abraham Weber: De diversarum linguarum origine, juxta Mosem: aut dissertatio ad Genes. cap. XI. v. 1–9. Typographia J.L. Pellet, Genf 1776.
- mit Petrus-Franciscus Prevost, Petrus Galissard de Marignac, Jean-Léonard Pellet: Brevis et pacifica de dæmoniacis diquisitio. Quam juvante deo sub præsidio Davidis Claparede Publicè tueri conabitur P. F. Prevost Genevensis, Auctor. Die proximâ Aprilis horâ 2. loco solito. Pellet, Genf 1777.
- mit Jean-Léonard Pellet, Jean-Jacques Delasauzais: Disquisitio de Mose sanitati civium providente. Typographia Joh. Leonard Pellet, Genf 1783.
- De eloquentia sacra, dissertatio Ia; De verbi divini praeconio., dissertatio 2a; De eloquentia sacra, dissertatio III. 1783.
- mit Marc-Théophile Coutau dit Abauzit, Jean-Pierre Bonnant: Meditatio de terrae motibus, philosophice et theologice conspectis. Th. Theol. Genf 1784.
- mit Jean-Pierre-Etienne Vaucher, Jean-Pierre Bonnant: Theses theologicae de Dei existentia, quatenus ex mundi «contingentia» probari potest. Bonnant, Genf 1787.
- mit Jean-Louis Duby, François Dufart: Disquisitio theologica de origine mali. Franc. Dufart, Genf 1788.
- mit Louis Valette, Jean-Emmanuel Didier: Disquisitio theologica de magno revelationis momento. Th. Theol. Genf 1792.
- Sermons sur divers textes de l’Ecriture-sainte, par Mr. David Claparede. Genf 1805.